# Call of Duty: WWII
Call of Duty: WWII (с англ. — «Зов долга: Вторая мировая война») — видеоигра в жанре трёхмерного шутера от первого лица, которая разработана студией Sledgehammer Games и издана компанией Activision. Игра выпущена 3 ноября 2017 года на PC, PlayStation 4 и Xbox One.

## Сюжет
Кампания Call of Duty: WWII состоит из 12 миссий и охватывает боевые действия в оккупированных городах Франции, Бельгии, а также в Германии во время Второй мировой войны. Играть предстоит в основном за солдата 1-й пехотной дивизии Рональда «Рэда» Дэниэлса. В игре также нужно будет играть за полевого командира французского сопротивления Камиль «Руссо» Дени в миссии «Освобождение», за командира танка «Шерман» Огастина Переса и за пилота боевого самолёта P-47 Мэтью Уэбера.

## Геймплей
Call of Duty: WWII — первая игра со времён оригинальной игры и Call of Duty 2: Big Red One, в которой в кампании не предусмотрена регенерация здоровья. Вместо этого игроки должны находить ранцы со здоровьем, разбросанные по уровням, или полагаться на своего товарища-медика. Другие члены отряда могут предоставить боеприпасы, гранаты, вызвать миномётный обстрел или обнаружить врагов и показать их местоположение в виде силуэтов. В некоторых частях игры вражеские солдаты в кампании могут быть захвачены, а раненых можно оттащить в укрытие. В некоторых частях кампании игроки могут управлять транспортными средствами.

### Режим «Зомби»
Игра включает в себя кооперативный зомби-режим, который похож на ранее выпущенные режимы от студий Treyarch и Infinity Ward, однако внешне ставший более брутальным и со своим собственным оригинальным сюжетом. Зомби-режим разворачивается в событиях Второй Мировой войны, в то время как нацистская Германия делает отчаянную попытку создать армию нежити на заключительных этапах войны.

### Мультиплеер
Мультиплеерный режим игры должны были представить на Е3 2017, который проходил с 13 по 15 июня 2017 года. Но в итоге представление мультиплеера перенесли на август. Sledgehammer Games анонсировала новые функции, такие как новая штаб-квартира социального пространства, дивизии, режим войны и возвращение к «сапогам-на-земле». В мультиплеере будет новая система развития основного класса. Игроки, которые предварительно заказали игру, были приглашены на закрытый бета-тест, который прошёл 25 августа и был доступен только для PlayStation 4.

## Разработка игры
О разработке Call of Duty: WWII стало известно ещё в феврале 2017 года, когда в Сеть попала информация, что новая игра серии Call of Duty вернётся в сеттинг старых частей, во времена Второй мировой войны. Позже Activision подтвердила эту информацию.
В марте этого же года в Сеть попали постеры новой игры с подзаголовком «WWII». Много кто опровергал эту информацию и много кто подтверждал её, но точку в этих спорах поставили Activision и Sledgehammer Games, когда 21 апреля анонсировали Call of Duty: WWII, показ которой прошёл 26 апреля 2017 года. 24 мая был проведён стрим на странице в Facebook под названием «Making of Call of Duty:WWII», где показывался процесс разработки игры и интервью с кастом игры.

## Критика
| Сводный рейтинг       | Сводный рейтинг                                 |
| Агрегатор             | Оценка                                          |
| --------------------- | ----------------------------------------------- |
| GameRankings          | - 82,67 % (XONE) - 81,01 % (PS4) - 71,30 % (PC) |
| Metacritic            | 79/100 (PS4) 81/100 (XONE) 75/100 (PC)          |
| Иноязычные издания    |                                                 |
| Издание               | Оценка                                          |
| Destructoid           | 7/10                                            |
| EGM                   | 8,5/10                                          |
| Game Informer         | 8,75/10                                         |
| GameRevolution        | [ 16 ]                                          |
| GameSpot              | 9/10                                            |
| GamesRadar+           | [ 18 ]                                          |
| IGN                   | 8/10                                            |
| PC Gamer (US)         | 70/100                                          |
| Polygon               | 7/10                                            |
| Русскоязычные издания |                                                 |
| Издание               | Оценка                                          |
| PlayGround.ru         | 8/10                                            |
| Riot Pixels           | 70 %                                            |
| «Игромания»           | 9/10                                            |
| «Игры Mail.ru»        | 7/10                                            |
| «Канобу»              | 7/10                                            |

В первые месяцы, игра получила в целом положительные отзывы, средний балл на сайте-агрегаторе Metacritic составляет 79 баллов из 100 для версии на Playstation 4, 81 балл из 100 для версии на Xbox One и 75 баллов из 100 для версии на PC. 
Летом 2018 года, благодаря уязвимости в защите Steam Web API, стало известно, что точное количество пользователей сервиса Steam, которые играли в игру хотя бы один раз, составляет 891 381 человек.